# Каменногорски окръг
Каменногорски окръг (на полски: Powiat kamiennogórski) е окръг в Югозападна Полша, Долносилезко войводство. Заема площ от 395,69 км2. Административен център е град Каменна Гора.

## География
Окръгът се намира в историческата област Долна Силезия. Разположен е в южната част на войводството край границата с Чехия.

## Население
Населението на окръга възлиза на 45 835 души (2012 г.). Гъстотата е 116 души/км2.

## Административно деление
Административно окръгът е разделен на 4 общини.
Градска община:
- Каменна Гора

Градско-селска община:
- Община Любавка

Селски общини:
- Община Каменна Гора
- Община Марчишов

## Фотогалерия
- Каменна Гора
- Любавка